# Beryciformes
Beryciformes è un ordine di pesci ossei marini composta da 7 famiglie.

## Distribuzione
Questi pesci sono presenti nei mari di tutto il mondo. 

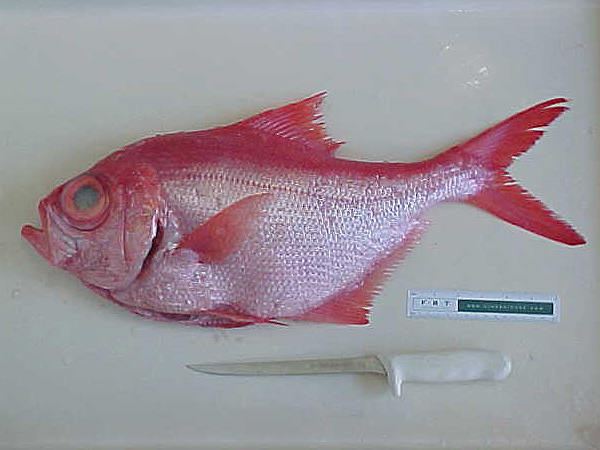
Beryx decadactylus

## Descrizione
Questi pesci sono morfologicamente simili ai Perciformes, soprattutto per la prima pinna dorsale armata di forti raggi spinosi; anche la seconda dorsale (se presente) può avere uno o due raggi spinosi, e così la pinna anale.
Il corpo in genere è poco affusolato, alto e compresso lateralmente.
Di solito gli occhi sono molto grandi ed anche la bocca ha notevoli dimensioni.
Alcune specie sono dotate di fotofori, curiosamente gli organi luminosi sono più tipici di specie di acque basse che di quelle abissali.
Il colore spesso dà sui toni del rosso (es. Holocentridae, Berycidae ma può essere argentea in molte specie superficiali o scura in quelle che vivono alle profondità maggiori.

## Biologia
La maggior parte delle specie vive in acque marine profonde ma alcune famiglie (es. Holocentridae) vivono in acque basse ma evitano comunque la luce mantenendo abitudini notturne.

## Classificazione
L'ordine comprende due famiglie:
- Sottordine Berycoidei
  - Berycidae—berici, Centroberyx affinis
- Sottordine Holocentroidei
  - Holocentridae—pesci soldato, pesci scoiattolo

## Specie mediterranee
Nel mar Mediterraneo sono presenti almeno 2 specie:

Famiglia Berycidae
- Beryx decadactylus Berice rosso

Famiglia Holocentridae
- Sargocentron rubrum di origine lessepsiana